# Mariquita (kommun)
Mariquita är en kommun i Colombia.   Den ligger i departementet Tolima, i den centrala delen av landet, 120 km nordväst om huvudstaden Bogotá. Antalet invånare är 32 933. Arean är 380 kvadratkilometer.
Terrängen i Mariquita är varierad.